# Lim Yo-Hwan
Lim Yo-Hwan (Romanização revisada: Im Yo-Hwan; Sobrenome: Lim) (Seul, 4 de setembro de 1980), conhecido pelo pseudônimo SlayerS_`BoxeR` (geralmente abreviado para Boxer), é um dos mais bem-sucedidos jogadores do jogo de estratégia em tempo real StarCraft. Chamado de "The Emperor", ou "O Imperador", por sua legião de admiradores, ele é o jogador de StarCraft mais popular, com um fã clube de mais de 1.000.000 membros e uma compilação em DVD de seus melhores jogos lançados na Coreia do Sul. [carece de fontes?]

## Sucesso
Lim tem um recorde de 547 vitórias e 416 derrotas (56.80%)  na sua carreira profissional. É um dos jogadores profissionais de videogame mais bem pagos do mundo, com ganhos que excedem 300.000 dólares anuais, além de contratos de publicidade que lhes trazem adicionais 90.000 dólares por ano.[carece de fontes?]
Em 2004 ele foi votado como o maior jogador de todos os tempos pela revista ESReality, um dos mais populares sites de esportes eletrônicos do Ocidente, e em Junho de 2006 ele foi incluído pela MTV na lista dos "10 Video Gamers Mais Influentes de Todos os Tempos".

## História
Lim alcançou fama primeiramente por dominar StarCraft profissionalmente ao escolher a raça Terran. Devido ao seu reinado de dominação, ganhou o apelido de "Terran Emperor", ou "Imperador Terrano", uma referência à história de StarCraft.
Durante o início da carreira ele inovou incrivelmente, criando diversas novas estratégias que são usadas até hoje, mais notavelmente por fazer um uso muito mais efetivo das unidades de transporte Terran do que qualquer outro jogador. Ele também ganhou reputação de ser capaz de ganhar partidas que pareciam perdidas e por ter uma excelente habilidade de micromanagement. Ele geralmente continuava a jogar uma partida, apesar de estar em grande desvantagem, e ainda assim conseguia alcançar a vitória. Em contraste, sua fraqueza, segundo alguns comentaristas, se encontrava em sua pobre habilidade de macromanagement (economia/produção de unidades) em comparação com outros jogadores profissionais, apesar de que, nos últimos anos, seu macromanagement melhorou bastante.
Boxer é reconhecido por sua criatividade; muitas vezes construindo "proxy barracks". Em muitos jogos, ele usou "rushes" ou unidades de operações especiais "ghosts", o que tornava os jogos extremamente divertidos. Ele é muito bem respeitado na comunidade de StarCraft, tanto na Coreia quanto no resto do mundo, sendo chamado algumas vezes de "Legendary BoxeR" ("O lendário BoxeR").
Apesar de não ser mais o melhor jogador, em Abril de 2006 ele ficou em 11° no ranking da Korean e-Sports Players Association (KeSPA), e chegou às finais da EVER Ongamenet Starleague (OSL) no final de 2004 (perdendo para iloveoov por 3x2) e às finais de 2005 da So1 OnGameNet Starleague (perdendo para Anytime por 3x2).
Lim tem jogado profissionalmente desde a versão 1.07 de StarCraft, e conseguiu se manter como um dos melhores jogadores ao mudar constantemente o seu estilo, e tem tido uma grande influência no desenvolvimento de estilos modernos de jogo, especificamente para jogadores Terran. Ele é o maior líder de todos os tempos em partidas jogadas e vencidas. Duas vezes campeão OSL, uma vez campeão MSL, duas vezes campeão WCG, e líder do time "T1" da SK Telecom. Seu time tem sido consistentemente um dos mais fortes nas ligas profissionais.[carece de fontes?]
Em Agosto de 2006, Lim anunciou, durante a MSL, que havia recebido sua carta do governo, e que estaria entrando na Força Aérea da República da Coreia no fim do ano. Pouco depois, ele afirmou que tentaria retornar após os 2 anos e meio de serviço militar[carece de fontes?].
Ao entrar na força aérea, ele começou a usar sua fama e, após um mês e meio, formou um time profissional da força aérea. Lim encontrou alguns ex-jogadores profissionais que haviam entrado na força aérea antes dele, incluindo H.O.T-Forever, CLon, ChRh, fOru, Rage, Qoo) Sunny e MuMyung. Juntos eles formaram o primeiro time profissional militar. Depois de 2 meses o time foi anunciado oficialmente, ACE (Airforce Challenge E-sports). ACE jogou primeiramente na liga profissional ShinHan em 2008, e vem participando desde então.
Em 22 de Dezembro de 2008, Boxer retornou ao SKT1 e jogou por ele enquanto os serviços militares estavam acabando.
Em Setembro de 2010, Boxer começou a jogar StarCraft 2 em nível profissional como Terran. Ele agora joga StarCraft 2 profissionalmente e chegou às semi-finais da segunda temporada do GOMTV Global StarCraft II League, perdendo por 4-0 para NesTea.

Ele atualmente está formando um clã de StarCraft 2 chamado SlayerS. Assim como participando de um documentário chamado Boxer's Wings, sobre sua carreira no StarCraft e sua transição do StarCraft: Brood War para StarCraft 2.
Em Março de 2011, o time "SlayerS" venceu a GOMTV Global Starcraft II Team League, derrotando os times Incredible Miracle (IM), StarTale (ST) e Old Generations (oGs). No mesmo mês, SlayerSBoxer também foi um dos únicos coreanos a serem convidados para a North American Star League, uma nova liga fora do cenário Coreano, com um total de prêmios de mais de $400,000 dólares.

## Realizações
- Maior número de vitórias em partidas televisionadas (500)
- Semi-finalista (4° lugar) no Starcraft 2 GSL Season 2 2010
- Duas vezes campeão do World Cyber Games (2001, 2002 como gonia119_kr)
- Primeiro jogador a conseguir 100 vitórias no Ongamenet Starleagues (OSL)
- Primeiro jogador a vencer mais de um OSL (Hanbitsoft 2001, Coca Cola 2001), e o primeiro a vencer dois OSLs consecutivos
- Primeiro e único jogador a chegar às finais do OSL três vezes consecutivas
- Maior período como primeiro lugar no ranking da KeSPA (Korea e-Sports Players Association) (17 meses)
- Recebia salários de mais de $300,000 dólares (por ano)
- Venceu o primeiro KPGA Tour (hoje MBC Starleague)
- Segundo lugar por 4 vezes na Ongamenet Starleague (2001 SKY, 2002 SKY, 2004 EVER, 2005 SO1)
- Segundo lugar na primeira liga KT-KTF Premiere
- Líder do time SlayerS, vencedor da GSTL2, em 24 de Março de 2011